# Muñeca parlante Edison

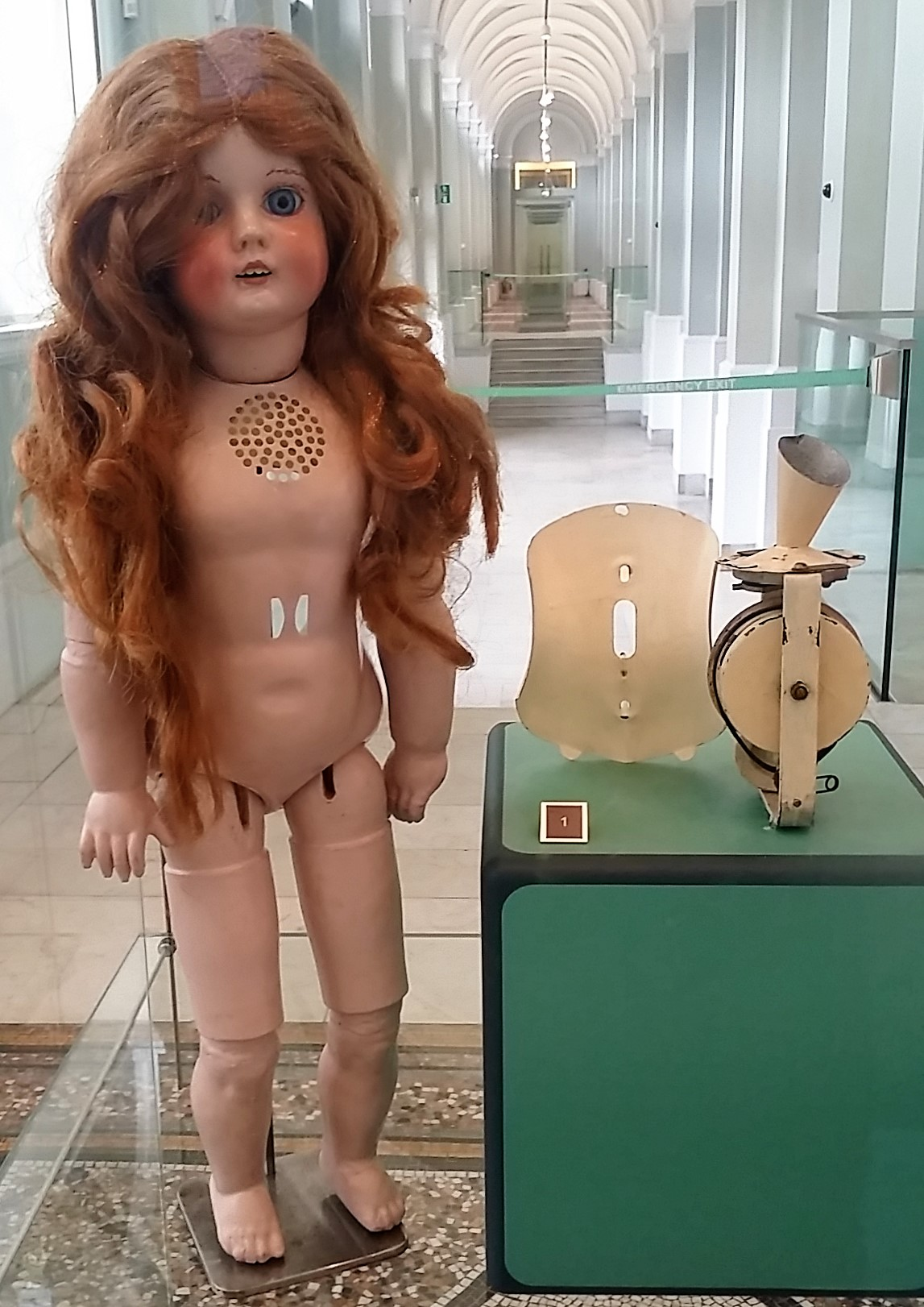
Muñeca parlante Edison de 1890, con el mecanismo del fonógrafo interior desmontado a la derecha

La muñeca parlante Edison (nombre original en inglés: Edison's Phonograph Doll) es un juguete desarrollado por la Edison Phonograph Toy Manufacturing Company (fundada por William W. Jacques y Lowell Briggs en 1887) introducido en 1890. La muñeca original fue inventada por Thomas Alva Edison en 1877.
Con una altura de 22 pulgadas (55,9 cm), incorporaba en su interior un fonógrafo desmontable en miniatura que tocaba una sola canción infantil. Aunque el juguete se estuvo perfeccionando durante algunos años, la muñeca fue un fracaso de ventas y solo se comercializó durante unas pocas semanas a principios de 1890. Había que accionar una manivela cada vez para que funcionara. Su principal problema era que los discos de cera en forma de anillo se desgastaban rápidamente y eran propensos a agrietarse y deformarse. Además, muchos niños (y algunos adultos) supuestamente encontraron aterradoras las muñecas y las grabaciones.
En 2015, el Laboratorio Nacional Lawrence Berkeley, en colaboración con la Biblioteca del Congreso de Estados Unidos, desarrolló un sistema de escaneo óptico tridimensional llamado IRENE-3D, que permitió escanear los discos supervivientes y reproducir el audio. Hasta abril de 2015, se habían digitalizado ocho grabaciones y se pueden escuchar en el sitio web del Servicio de Parques Nacionales.

## Galería
- Twinkle, twinkle little star (1888)
- Hickory Dickory (1889)
- Twinkle, twinkle little star (1890)
- There was a little girl (1890)
- Twinkle, twinkle little star (1890)
- Little Jack Horner (1890)
- Now I lay me down to sleep (1890)
- Jack and Jill (1890)